# Победа далеков
«Победа далеков» (англ. Victory of the Daleks) — третья серия пятого сезона британского научно-фантастического сериала «Доктор Кто». Премьера эпизода состоялась 17 апреля 2010 года на британских телеканалах «BBC One» и «BBC HD». Сценарий истории написал Марк Гэтисс — приглашённый, но регулярно пишущий для сериала сценарии автор. Режиссёр серии — Эндрю Ганн, присоединившийся к съёмочной группе лишь в пятом сезоне. Серия снималась в конце 2009 года.
Далеки — злейшие враги Доктора, путешественника во времени и пространстве. Их единственная цель — уничтожить всех, кто не является далеками, однако на этот раз они решили помочь Уинстону Черчиллю одержать победу в битве за Англию в ходе второй мировой войны. Доктор и его спутница Эми Понд, прибывшие по зову британского премьер-министра, пытаются узнать истинные мотивы далеков. Оказывается, что в действительности они подготовили ловушку. Доктору придётся выбрать: настичь и наказать раз и навсегда далеков или же упустить их, но спасти Лондон от немецкого обстрела.

## Предыстория
Доктор — путешественник в пространстве и времени. Выглядит как человек, но относится к расе Повелителей Времени с планеты Галлифрей. Повелители Времени обладают способностью регенерировать (перерождаться) по мере попадания в смертельные ситуации. В результате регенерации Повелитель Времени полностью меняет свою внешность и частично — характер. Доктор — последний Повелитель Времени. Лишённый своего дома, он спасает другие миры, в том числе и человечество.
В качестве способа передвижения Доктор использует ТАРДИС (англ. TARDIS — Time And Relative Dimension(s) In Space) — живую машину времени и одновременно космический корабль, выглядящую как английская синяя полицейская будка из 1960-х годов, но вмещающую в себя гораздо больше, чем кажется («она больше внутри, чем снаружи»). В качестве подручного инструмента для осуществления мелких операций с предметами (запирание-отпирание замков, починка приборов, сканирование чего-либо и т. п.) им применяется звуковая отвёртка. Доктор обладает нечеловеческим интеллектом.
Далеки (англ. the Daleks) — главные враги Доктора и, по утверждению его самого, «самая сильная раса во Вселенной после Повелителей времени». Родом с планеты Скаро, почти все далеки ныне уничтожены или заперты во временной ловушке вместе с Войной времени на Галлифрее, однако некоторым удалось сбежать и предпринять несколько попыток возродить расу. Отличаются отсутствием эмоций и единственной целью — «уничтожить всё, что не является далеком». В последний раз далеки появлялись в серии «Конец путешествия» четвёртого сезона, где были большей частью уничтожены.
В пятом сезоне телесериала (2010) Доктор, вернее, его одиннадцатая инкарнация, путешествует со своей новой спутницей по имени Амелия Понд, появившейся в открывающей сезон серии «Одиннадцатый час». Финальная сцена второй серии «Зверь внизу» связана с событиями «Победы далеков»: Уинстон Черчилль звонит Доктору в ТАРДИС и просит о помощи, так как сам находится в затруднении. На хорошо освещенной стене появляется тень от далека.

## Сюжет
Лондон, начало 1940-х. Немецкие войска бомбят ночную британскую столицу — вовсю идёт битва за Англию, на дворе вторая мировая война. Премьер-министр Уинстон Черчилль решает использовать против вражеских самолётов своё «секретное оружие» — далеков. ТАРДИС приземляется в секретном правительственном бункере. Доктора и Эми Понд встречает Черчилль — давний друг Повелителя Времени. Уинстон представляет Доктору учёного Эдвина Брейсвелла и его инновационные машины — «железнобоких». Однако Доктор узнаёт в этих «железнобоких», клянущихся помогать союзникам и стереть с лица Земли противника, далеков — своих старейших и злейших врагов. Доктор требует немедленно отказаться от «помощи» железнобоких и поскорее избавиться от опасных «солдатов», но Черчилль не хочет слышать путешественника во времени, уверяя его в том, что Брейсвелл изобрёл «эти чудо-машины» и это земные технологии.
Доктор теряет самообладание и в порыве ненависти в числе прочего выкрикивает попавшемуся под горячую руку далеку: «Я — Доктор, а вы — далеки!» После этих слов железнобокие перестают отрицать свою принадлежность к далекам. Более того, они передают аудиозапись со словами Доктора на скрывшийся за Луной космический корабль далеков. «Машины» перестают слушаться Брейсвелла. Меткий выстрел из инопланетного орудия лишает «учёного» руки. Вскрывается, что на самом деле он — робот, созданный далеками для прикрытия, не ведавший о своём происхождении. Далеки телепортируются на свой корабль, где уже, благодаря заявлению Доктора, активирован некий Прародитель. Туда на ТАРДИС устремляется и Доктор.

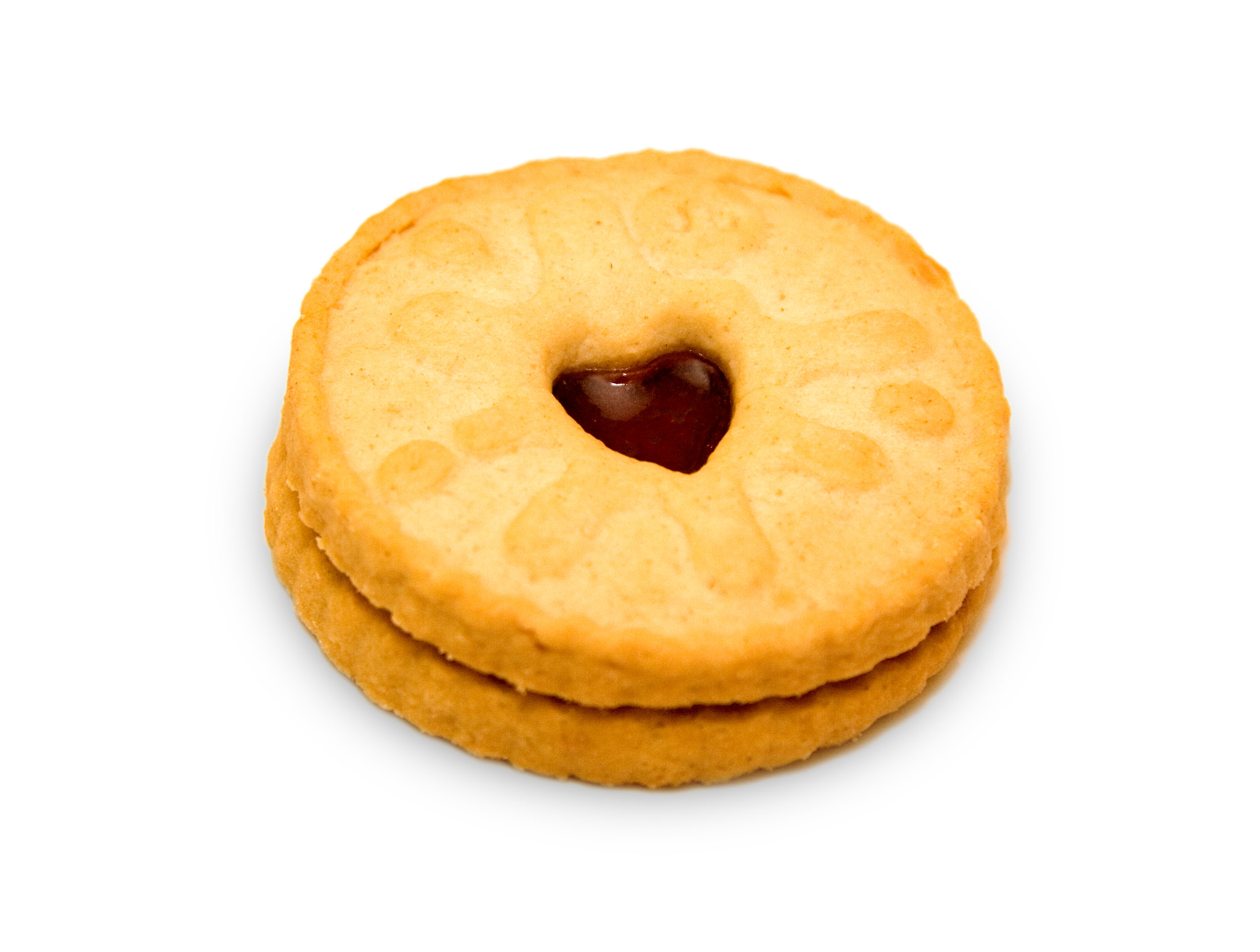
Устройство самоуничтожения машины времени или печенька?

Угрожая выглядящим как печенье «устройством самоуничтожения ТАРДИС», способным убить далеков вместе с Доктором, последний расспрашивает железнобоких о причинах создания ими столь изощрённой ловушки. Далеки объяснили, что с момента последней их встречи с Доктором большая часть расы была уничтожена, но выжил один-единственный корабль. При этом на нём сохранился Прародитель — контейнер, содержащий чистую, изначальную ДНК далеков. Но лишь один момент мешал далекам снова размножиться — Прародитель не признал далеков далеками, не предоставил им доступ к оригинальной ДНК, потому что запрашивающие таковую далеки не были чистокровными. Противник требует, чтобы Доктор отступил — далеки, использовав внеземные технологии, включили в домах ночного Лондона свет, что делает город уязвимым перед немецкими бомбардировщиками. Впрочем Эми находит решение. Она вспоминает, что Брейсвелл — инопланетная разработка, а значит, ему известны некоторые неземные технологии. Черчилль отдаёт приказ — в космос направляется заключённые в гравитационные пузыри, созданные по чертежам Брейсвелла, самолёты ВВС Его Величества.
Реконструкция ДНК завершена. Появляются новые далеки, далеки Новой Парадигмы. Пять новых железнобоких уничтожают нечистых старых. Они хотят возродить «великую расу», «начать всё сначала». Доктор блефовал, «устройство самоуничтожения ТАРДИС» оказалась обычным печеньем с джемом. Доктор скрывается в ТАРДИС, а отряд истребителей под кодовым названием «Дэннибой» наносит удар по космическому кораблю далеков. Огни ночного Лондона гаснут, город спасён. Доктор требует добить далеков. Но они связываются с Доктором и просят отозвать атаку. Их главный козырь — Брейсвелл, в действительности являющийся созданным далеками андроидом со встроенной бомбой, способной взорвать всю планету. Доктор обдумывает дилемму — раз и навсегда покончить с ненавистными далеками или же спасти Землю. Повелитель времени выбирает второе, отзывает атаку и возвращается в бункер — надо обезвредить Брейсвелла. Доктор требует «человека-бомбу» рассказать о своей жизни, чтобы в Брейсвелле победило человеческое, но у него ничего не получается. На помощь приходит Эми. Она просит Эдвина поведать о его первой любви. Тёплые воспоминания о возлюбленной останавливают смертоносный механизм. Земля также спасена, но далеки успели сбежать, они победили Доктора.

### Связь с другими сериями
Ряд событий серии тесно связаны с сюжетной аркой пятого сезона, строящейся вокруг трещин в пространстве и времени, первая из которых образовалась в спальне маленькой Амелии Понд (см. серию «Одиннадцатый час»). Через трещину могут проходить целые народы («Вампиры Венеции»), в ней могут исчезать люди («Холодная кровь») и даже события в истории. Развязка интриги была показана в финале сезона, эпизодах «Пандорика открывается»/«Большой взрыв», однако некоторые моменты остались невыясненными до сих пор.
- При первой встрече с далеками в этом эпизоде Доктор не смог убедить Черчилля в своей правоте и потому попросил Эми подтвердить свои слова, надеясь, что последняя вспомнит события, показанные в финале 4-го сезона, эпизодах «Украденная Земля»/«Конец путешествия», когда далеки в открытую оккупировали Землю, поставив под вопрос жизни всех людей на планете. Несмотря на то что это событие являлось чрезвычайно важным и должно было вызвать у спутницы Доктора неприятные воспоминания, оказалось, что Эми почему-то не помнит ни о каком нашествии далеков, что насторожило Доктора. Эми не помнила этого события из земной истории, равно как и своих родителей, из-за трещины в стене своей спальни, буквально поглощавшей жизнь девушки[9].
- В последней сцене Доктор и Эми заходят в припаркованную в тесной комнате ТАРДИС. Машина времени дематериализуется (исчезает), взору предстаёт пустая стена, на которой образовалась трещина специфичной формы.
- Уинстон Черчилль и Брейсвелл появились в серии «Пандорика открывается». В штаб британских вооружённых сил доставляют полотно Винсента Ван Гога, на котором изображена взрывающаяся ТАРДИС, в связи с чем британский премьер и учёный решают передать его Доктору. Уинстон Черчилль является центральной фигурой повествования в финале и шестого сезона сериала, в серии «Свадьба Ривер Сонг».

## Написание сценария

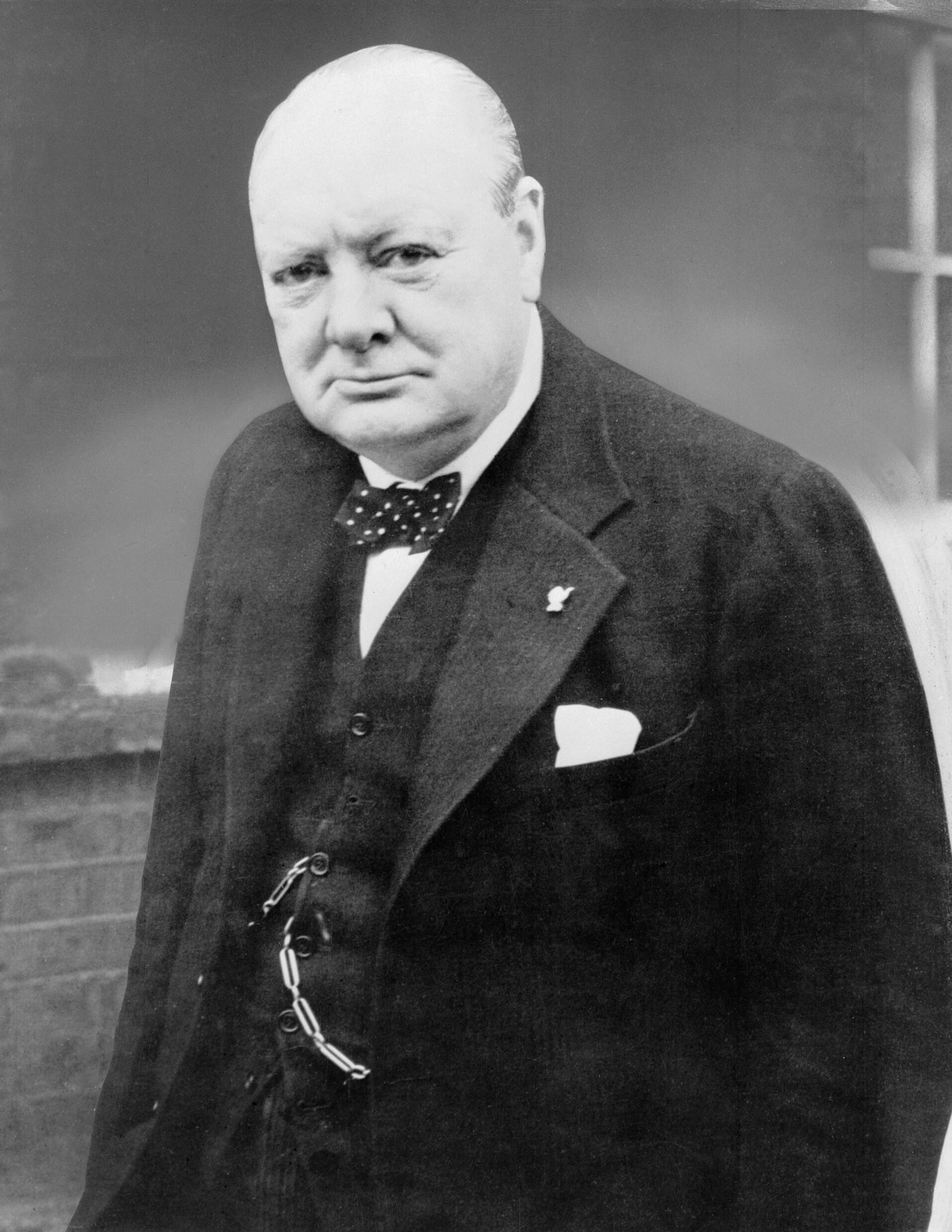
Сценарист серии, Марк Гэтисс досконально изучил жизнь британского премьера

Главный автор «Доктора Кто» с пятого сезона, шоураннер проекта Стивен Моффат попросил Марка Гэтисса написать сценарий для третьего эпизода пятого сезона и сам же предложил тему — «Черчилль встречает далеков». Как позже отмечал Моффат, сделанное «за чашечкой кофе» предложение сразу нашло понимание у Гатисса, который «обрадовался возможности написать историю о далеках» — культовых персонажах всего сериала. По мнению Стивена, периодически «возрождать» популярных и самых старых (первые далеки были показаны по британскому телевидению в 1963 году во второй серии первого сезона сериала) антагонистов «довольно полезно, ведь подрастает новое поколение маленьких телезрителей». Введение в сюжет Уинстона Черчилля, руководившего Великобританией в период Второй мировой войны, было навеяно впечатлениями от посещения Моффатом и его двумя сыновьями реального правительственного военного бункера — «дети были в восторге от этого визита». По задумке главного автора, третий эпизод пятого сезона в контексте долговременного развития сюжета должен был быть функционально аналогичен одному из предыдущих авторских опытов Гэтисса в «Докторе Кто», истории «Неспокойный мертвец», 3-й серии 1-го сезона обновлённого сериала (2005 год). В обеих историях Доктор и его новый компаньон отправляются в прошлое Англии, встречают известную историческую фигуру (в «Неспокойном мертвеце» это был Чарльз Диккенс), вокруг которой строится всё повествование.
Несколько ранее Марк уже готовил сценарий для «Доктора» на военную тематику. Изначально история, известная как «Suicide Exhibition», должна была происходить в Британском музее времён Первой мировой войны, затем действие пришлось перенести на Вторую мировую войну. Вариант сценария был передан тогдашнему шоураннеру «Доктора Кто» Расселлу Ти Дейвису в начале 2007 года. Предполагалось, что эпизод по этому сценарию станет третьим в четвёртом (2008 год) сезоне сериала, однако в конце концов «Suicide Exhibition» заменили серией «Огни Помпеев».
Марк принялся за написание сценария в конце 2008 года. Тогда уже были готовы ранние версии сценариев Стивена Моффата к сериям «Одиннадцатый час» (1-я в сезоне) и «Время ангелов»/«Плоть и камень» (эпизоды под номером 4 и 5 соответственно). Гэтисс ознакомился с ними, впоследствии рассказав, что эти истории произвели большое влияние на сюжет «Победы далеков». Источником вдохновения для автора послужила история «Энергия далеков» 4-го сезона классического «Доктора Кто» (1966—1967). Реплика далека «Я ваш солдат» (англ. «I am your solider») из «Победы далеков» является намеренной калькой с использованной в «Энергии далеков» фразы «Я ваш слуга» (англ. «I am your servant»). Кроме того, Гэтисс посчитал важным сделать серию чем-то похожей на «военные фильмы, которые обыкновенно показывают по праздникам», объясняя это своё намерение любовью к классике кинематографа, к таким фильмам, как «Where Eagles Dare», который был в своё время любимой кинолентой отца Марка. Вместе с тем Гэтисс хотел сделать серию не только киногеничной, но и в должной мере исторически достоверной, для этого сценарист посетил действовавшее в период с 1940 по 1945 правительственное бомбоубежище под Уайтхоллом, а также ознакомился с некоторыми дневниками военных лет, включая воспоминания лётчиков, сражавшихся в Битве за Англию, дабы лучше понять настроения тех времён .

## Производство
Производственный код серии — 1.3. Первой цифрой, обозначающей номер сезона, является «1», несмотря на то, что сезон был выпущен как пятый. Дело в том, что Стивен Моффат изначально хотел начать нумерацию сезонов заново.